# Ceratolejeunea grandiloba
Ceratolejeunea grandiloba är en bladmossart som beskrevs av J.B.Jack et Steph.. Ceratolejeunea grandiloba ingår i släktet Ceratolejeunea och familjen Lejeuneaceae. Inga underarter finns listade i Catalogue of Life.